# Grössjön (Fjällsjö socken, Ångermanland, 706471-151967)
Grössjön är en sjö i Strömsunds kommun i Ångermanland och ingår i Ångermanälvens huvudavrinningsområde. Sjön har en area på 2,04 kvadratkilometer och ligger 264 meter över havet. Sjön avvattnas av vattendraget Grytån.

## Delavrinningsområde
Grössjön ingår i det delavrinningsområde (706364-151870) som SMHI kallar för Utloppet av Grössjön. Medelhöjden är 316 meter över havet och ytan är 18,59 kvadratkilometer. Det finns inga avrinningsområden uppströms utan avrinningsområdet är högsta punkten. Grytån som avvattnar avrinningsområdet har biflödesordning 4, vilket innebär att vattnet flödar genom totalt 4 vattendrag innan det når havet efter 143 kilometer. Avrinningsområdet består mestadels av skog (80 procent). Avrinningsområdet har 2,21 kvadratkilometer vattenytor vilket ger det en sjöprocent på 11,9 procent.